# Новенький (Волгоградська область)
Новенький (рос. Новенький) — хутір у Середньоахтубінському районі Волгоградської області Російської Федерації.
Населення становить 283 особи. Входить до складу муніципального утворення Ахтубинське сільське поселення.

## Історія
Хутір розташований у межах українського історичного та культурного регіону Жовтий Клин.
Згідно із законом від 5 квітня 2005 року № 1040-ОД органом місцевого самоврядування є Ахтубинське сільське поселення.

## Населення
| 2010 |
| ---- |
| 283  |